# توماس دل روث
توماس دل روث (بالإنجليزية: Thomas Del Ruth)‏ هو مصور سينمائي ومخرج أمريكي، ولد في 1 مايو 1942 في بيفرلي هيلز في الولايات المتحدة.

## وصلات خارجية
- توماس دل روث على موقع IMDb (الإنجليزية)
- توماس دل روث على موقع ألو سيني (الفرنسية)
- توماس دل روث على موقع أول موفي (الإنجليزية)
- توماس دل روث على موقع قاعدة بيانات الأفلام السويدية (السويدية)
- توماس دل روث على موقع قاعدة بيانات الفيلم (الإنجليزية)
- توماس دل روث على موقع كينوبويسك (الروسية)